# Xylographella
Xylographella là một chi bọ cánh cứng trong họ Ciidae.

## Các loài
- Xylographella punctata Miyatake, 1985